# Topný článek
Topný článek je konstrukční díl, určený k předávání tepelné energie jiné látce (např. plynu nebo kapalině).

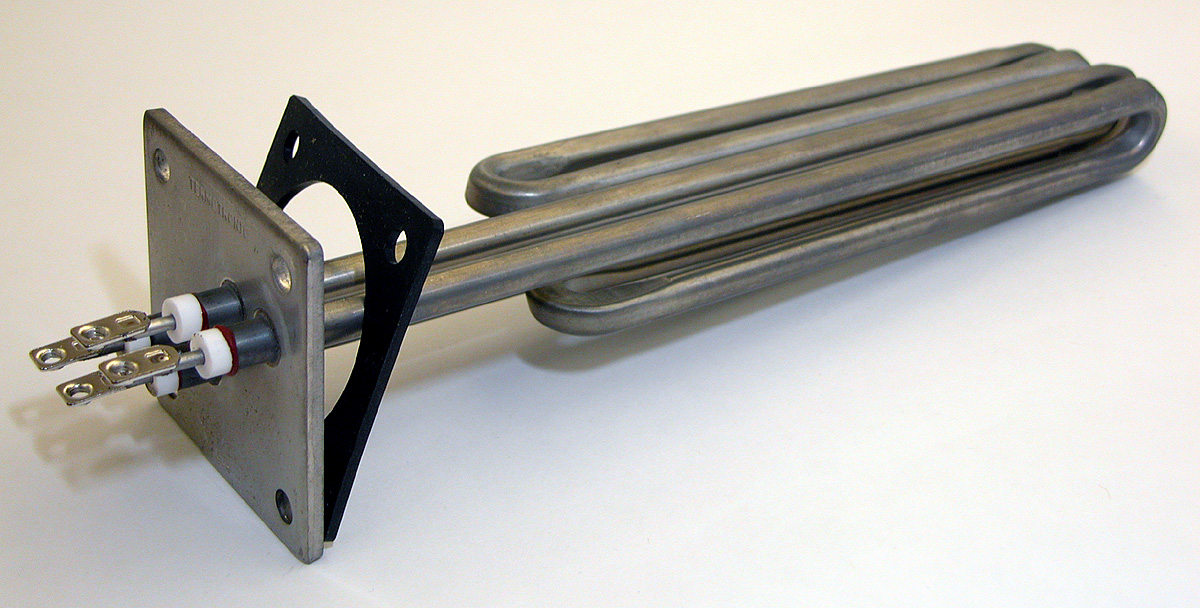
Elektrický topný článek pro bojler; vlevo připojovací kontakty a příruba pro montáž do zařízení

## Elektrické topné články
Elektrické topné články jsou nejrozšířenější formou, přeměňují elektrický proud na teplo. Většinou se skládají z odporového drátu nebo pásku, elektricky izolovaného od ohřívaného média (plynu, kapaliny).
V průmyslových pecích, jakými jsou například průběžné pece jsou použity elektrické topné články jako alternativa hořáků se zemním plynem. Takto lze dosáhnout teplot až 1 200 °C. Speciálním případem jsou samoregulační topné články, zhotovené z materiálů, které při vyšších teplotách vedou elektrický proud hůře, než při nízkých teplotách. Se stoupající teplotou stoupá elektrický odpor a výkon podle vzorce P = U²/R klesá. Tím se teplota stabilizuje. Elektrické topné články jsou využity v mnoha domácích spotřebičích, jako jsou: ohřívače vody, pračky, toustovače, vysoušeče vlasů, žehličky nebo kávovary, ale také v topidlech, jako jsou akumulační kamna, nebo přímotopy.

## Ostatní topné články

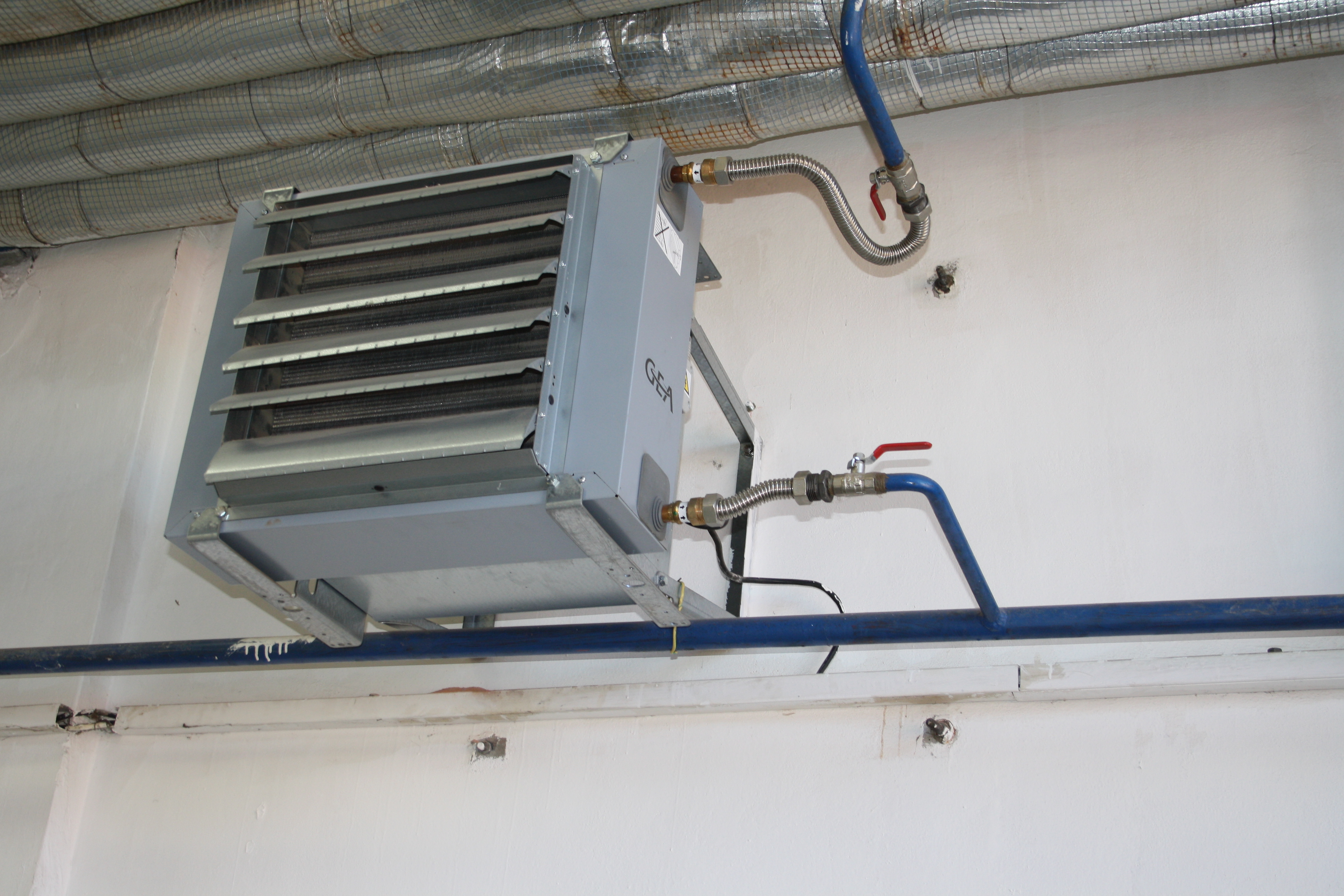
Teplovzdušná vytápěcí jednotka s horkovodním ohřevem

Mimo elektrické topné články existují i další, ohřívané jiným nosiči tepla, například horkým olejem, horkou vodou, párou. Ohřev těchto nosičů tepla probíhá v odděleném zařízení, například v kotli. Samotný nosič tepla se přivádí do topného článku potrubím nebo hadicemi. Některá vzduchotechnická zařízení jako jsou vzduchové clony nebo teplovzdušné vytápěcí jednotky („sahara“) jsou konstruovány tak, že do nich lze zabudovat alternativně elektrické nebo horkovodní topné články.